# Corticium simplex
Corticium simplex är en svampdjursart som beskrevs av Lendenfeld 1907. Corticium simplex ingår i släktet Corticium och familjen Plakinidae.
Artens utbredningsområde är havet kring Australien. Inga underarter finns listade i Catalogue of Life.